# فلت (آلاسکا)
فلت (به انگلیسی: Flat) شهرکی در ناحیه سرشماری یوکان-کویوکوک، آلاسکا ایالت آلاسکا است که جمعیت آن در سرشماری سال ۲۰۰۰ میلادی ۴ نفر بوده‌است.